# Playing with Knives
«Playing with Knives» es un tema Rave del grupo de música dance británico Bizarre Inc. Fue su segundo sencillo con el sello Vinyl Solution (su cuarto sencillo global), así como su segundo sencillo escrito y producido como trío. Es también el primer sencillo de su álbum debut Energique.
La canción alcanzó originalmente el puesto 43 en el UK Singles Chart en marzo de 1991. Se relanzó más tarde ese mismo año y alcanzó el número 4. En 1999, la canción fue relanzada por tercera vez, logrando el puesto 30.

## Samples y versiones
- "Playing with Knives" utiliza samples vocales del tema house "Shelter Me" de ''Circuit''  en 1990. Más tarde en 1991, ''Circuit'' lanzó un remix de "Shelter Me" conocido como Retalation Remix, el cual toma a su vez samples de "Playing with Knives".
- El proyecto británico/americano ''Blue Pearl'' utilizó la canción como base para su sencillo de 1991 "(Can You) Feel the Passion" el cual fue un hit en los Estados Unidos, alcanzando el nº1 en el Billboard's Dance Club Songs Chart en 1992. El grupo menciona "Playing with Knives" en los coros.
- Partes de la canción fueron sampleadas en el sencillo "The Rhythm of the Night" de ''Corona'' en 1993.
- En 2011 Angie Brown hizo un cover de la canción con Rachel Ellektra. Su versión fue comercializada como "Playing with Knives 2011".
- En 2014 un sample de la canción fue utilizada en el sencillo "Got to Be Good" de Peter Gelderblom y Randy Colle.
- Algunos elementos de la canción pueden ser oídos en el gancho del coro del tema de los Pet Shop Boys de 2016 "The Pop Kids."

## Listados de lanzamientos
1991 (STORM 25) – Playing with Knives
A1. "Playing with Knives" (Quadrant Mix)
B1. "Playing with Dub"
B2. "Strings"
1991 release (STORM 25R) – Playing with Knives (The Climax)
A1. "Playing with Knives" (The Climax)
B1. "Playing with Knives" (Love 91)
B2. "Playing with Knives" (Quadrant Radio Mix)
1991 re-release (STORM 38) – Playing with Knives / Plutonic
A. "Playing with Knives" (Quadrant Mix)
B. "Plutonic"
1999 re-release (VC01) – Playing with Knives
1. "Playing with Knives" (Radio Edit)
2. "Playing with Knives" (Tall Paul Mix)
3. "Playing with Knives" (Dillon and Dickins Mix)
4. "Playing with Knives" (Tarrentella Mix)
5. "Playing with Knives" (Al Scott Mix)

## Listas de éxitos
| (1991)           | Puesto |
| ---------------- | ------ |
| UK Singles Chart | 4      |
| (1999)           | Puesto |
| UK Singles Chart | 30     |